# Brabanzonen
Brabanzonen (französisch brabançon „Einwohner von Brabant“) waren umherziehende Söldnerhaufen, die ursprünglich aus Brabant kamen, im Mittelalter eines Gebietes in Niederlothringen zwischen den Flüssen Schelde im Norden, Dilöe (Dyle) im Osten und Haine im Süden.

## Herkunft
Im 12. und 13. Jahrhundert lieferten die reichen Städte Norditaliens und Niederlothringens einen stetigen Überschuss an arbeitslosen Handwerksburschen, landlosen Bauernsöhnen, fahrendem Volk, entlaufenen Mönchen und nachgeborenen Söhnen des städtischen Adels, die auf der Suche nach Soldgebern in Deutschland, Italien und Frankreich umherzogen. Im Gegensatz zu den kaum gerüsteten und schlecht ausgebildeten Bauernkriegern aus den ärmeren und ländlichen Regionen Europas – darunter vor allem Wales, Cornwall, die Bretagne, die Gascogne, Navarra, Aragon, das Baskenland und Böhmen – waren die Brabanzonen professionelle, mit Helm, Kettenhemd oder Schuppenpanzer gerüstete und mit dem „Goedendag“ (einer Kombination aus Keule und Spieß) oder der Armbrust bewaffnete Berufskrieger.
Bald beschränkte sich das Einzugsgebiet dieser Söldnertruppen allerdings nicht mehr allein auf den Niederrhein. Söldner aus Geldern („Geldoni“), Genueser Armbrustschützen, sarazenische Bogenschützen aus Sizilien und allerlei abenteuerlustiges Volk, darunter vielfach auch Kriminelle und Gewalttäter, strömten aus allen Gebieten Europas herbei, um auf Kriegszügen Sold und rasche Beute zu finden. Eine klare Unterscheidung der Brabanzonen von den vielerlei unterschiedlichen Kriegsreisenden, in den Quellen als „coterelli, ruptuarii, triaverdini, stipendiarii, vastatores, guladana (gelduni), berroerii, mainardieri, forusciti, banditi, banderii, ribaldi, satellites“ bezeichnet, ist daher immer weniger möglich. Diese Söldnerbanden waren nicht nur jederzeit für Kampfeinsätze gegen Bezahlung verfügbar, sondern auch wegen ihrer Brutalität gefürchtet. Nach ihrer Entlassung verselbständigten sich diese Söldnertruppen und zogen als gefürchtete Banden weiterhin raubend und mordend umher. Neben den ebenfalls aufkommenden Soldrittern dienten sie als einfache Fußsoldaten, waren nicht an den ritterlichen Ehrenkodex gebunden und geübt in der Handhabung von „unehrenhaften“ Distanzwaffen wie Langbogen und Armbrust.

## Einsatz und Kriegszüge
Brabanzonen wurden zunächst von den normannisch-englischen Königen, später auch von den französischen Plantagenêts, in geringerem Umfang auch von den Kapetingern und den Staufern angeworben. So hatte Kaiser Barbarossa bei seinem dritten Italienzug etwa 1.500 Brabanzonen in seiner Streitmacht, geführt durch den ehemaligen Geistlichen Wilhelm von Cambrai. Diese Horden marschierten nicht im Gefolge des Kaisers, sondern streiften sich selbst verpflegend außerhalb des Reichsgebietes durch Burgund. Der Abt Stephan I. von Cluny klagte in einem Brief an den französischen König 1166, dass zu allem Elend „auch noch wie eine furchtbare Seuche die Deutschen kommen, die man Brabanzonen nennt. Mit Eisen und Blut durchziehen sie alle Orte und nichts vermag vor ihnen zu schützen.“
Da es an Sold fehlte, rissen die Brabanzonen nach der Schlacht die gesamte Beute an Rüstungen, Pferden und Geld an sich. Nach ihrer Entlassung verselbständigten sich diese Söldnerhaufen und zogen als gefürchtete Banden weiterhin raubend und mordend bis in den Südwesten Frankreichs. Ständig weiteren Zulauf erhaltend, zermalmten sie jeden lokalen Widerstand von Rittern oder Bauern und suchten in diesen zwischen Frankreich und England umstrittenen Gebieten neue Auftraggeber. So warb der englische König Heinrich II. die arbeitslosen Veteranen des Italienfeldzugs für sein Heer an, schlug mit ihnen 1173 die Aufstände in der Normandie und in der Bretagne nieder, verfrachtete sie zum Einsatz gegen aufsässige Barone nach England, und transportierte sie schließlich wieder zurück in die Normandie, wo inzwischen allein ihr Erscheinen ausreichte, um den Gegner zu Friedensverhandlungen zu zwingen.
Inzwischen bereitete Barbarossa seinen nächsten Italienzug vor und nahm die Brabanzonen unter Führung des Erzbischofs Christian von Mainz erneut in seinen Heerbann. Nachdem diese die reichen italienischen Provinzen Lombardei und Tuszien geplündert hatten, wandten sich die „Routiers“ (vgl. altfrz./mhd. route – Rotte, Heerhaufen) erneut dem Südwesten Frankreichs zu, gerade rechtzeitig, um sich diesmal am Kriegszug des Herzogs von Angoulême und bei der Plünderung von Richard Löwenherz’ Besitzungen im Poitou hervorzutun. Danach setzten sie sich auf der Burg Beaufort im Limousin fest, von wo sie ausgedehnte Raubzüge unternahmen. Erst 1177 stellte sich ihnen ein reguläres Heer unter dem Grafen Ademar und dem Bischof von Limoges entgegen. Mehrere Tausend Brabanzonen wurden erschlagen, darunter vermutlich auch der Anführer Wilhelm von Cambrai. 1183 vernichtete der sog. „Friedensbund“, ein Kriegshaufen unter Führung des Zimmermanns Durand, bei Charenton eine große Bande von Brabanzonen; als Durands Streitmacht jedoch später selbst zu aufsässig wurde, wurde diese von den adligen Herren zerschlagen.
Dennoch füllten die Brabanzonen ihre Lücken erneut auf, diesmal mit reichlichem Zulauf von Basken, Navarresen und Gascognern, und fanden in den anhaltenden Kleinkriegen zwischen dem englischen König Heinrich, dessen rebellischen Söhnen und Frankreich immer wieder neue Beschäftigung.
1214 schließlich traf das französische Heer in der Schlacht bei Bouvines auf die vereinten Streitkräfte des englischen Königs Johann Ohneland und des deutschen Kaisers Otto IV. Nachdem deren Brabanzonen das französische Fußvolk in die Flucht geschlagen hatten, wagten die französischen Ritter nicht, den fest geschlossenen und mit Langspießen wehrhaft gespickten Block der Brabanzonen anzugreifen. Stattdessen richteten die Franzosen ihren Angriff auf die Ritter an den Flügeln des deutsch-englischen Heeres, zerschlugen deren Schlachtordnung, nahmen daraufhin die Brabanzonen von allen Seiten in die Zange und machten sie nieder.

## Niedergang und Ende
Heimsuchung und Terror durch Brabanzonen waren für die betroffenen Landstriche schlimmer als der Durchzug eines Ritterheeres. Verwüstung und Plünderung der feindlichen Ländereien fügte dem Gegner oft mehr Schaden zu als eine Niederlage auf dem Schlachtfeld. Zu dieser Kriegführung gehörte das Niederbrennen von Dörfern und Feldern, die Zerstörung von Obstbäumen und Weinstöcken, das Schlachten des Viehs und Vertreiben oder Massakrieren der Bevölkerung.
Kaiser Friedrich und Ludwig VII. von Frankreich hatten bereits 1171 vertraglich beschlossen, die „ruchlosen Menschen, die Brabanzonen oder Coterelli genannt werden, nirgends in ihren Reichen zu dulden. Auch kein Vasall soll sie dulden, es sei denn, daß ein Mann in seinem Lande ein Weib gekommen oder dauernd in seinen Dienst getreten sei. Wer es dennoch tue, solle von den Bischöfen mit Bann und Interdikt belegt werden, er soll allen Schaden ersetzen, und die Nachbarn sollen ihn mit Gewalt dazu anhalten. Ist der Vasall zu mächtig, um von den Nachbarn bezwungen zu werden, so werde der Kaiser selber die Strafe vollziehen.“
Da die Brabanzonen auch vor kirchlichen Gütern nicht Halt machten und sich besonders verächtliche Frevel wie Plünderung von Friedhöfen und Gräbern, Kirchenraub, Brandschatzung von Klöstern oder Schändung von Nonnen zuschulden kommen ließen, belegte das dritte Laterankonzil 1179 die Kriegsführung mittels „Brabanzonen, Aragonesen, Ravarresen, Basken, Triaverdienern“ mit dem Kirchenbann und erweiterte den Bann gegen alle, die sich weigerten, die Waffen gegen sie zu ergreifen. 1215 verbot Papst Innozenz III. kirchlichen Instanzen „mit räuberischen Söldnerbanden, mit Armbrustschützen oder dergleichen Blutmenschen kirchlich zu verkehren“. und rief selbst zum Kreuzzug gegen die gefürchteten Söldnerrotten auf. Im selben Jahr wurde auch Johann Ohneland von den englischen Baronen gezwungen, sein Söldnerheer zu entlassen.
Das Phänomen der Brabanzonen verschwand damit weitgehend. Dennoch zeigte der Sieg der Mailänder 1176 bei Legnano gegen ein deutsches Ritterheer, der der Schotten 1297 gegen das englische Ritterheer am Stirling, der der flämischen Bürgermilizen 1302 bei Courtray und der der Schweizer 1315 gegen das Ritterheer der Habsburger bei Morgarten, dass kampfentschlossene und taktisch gut geführte Fußsoldaten mitunter gegen schwer gepanzerte Ritterheere siegen konnten.
Auch der Einsatz gedungener Kriegsknechte setzte sich fort: In Italien kämpften Söldnertruppen unter den Condottieri, Frankreich wurde im 14. Jahrhundert durch die berüchtigten Armagnaken heimgesucht, im 15. Jahrhundert verbreiteten böhmische Hussitenkrieger Angst und Schrecken, bis im 16. Jahrhundert schließlich schweizerische Reisläufer und deutsche Landsknechte endgültig das System der ritterlichen Lehenskrieger ablösten.